# World Series by Renault
World Series by Renault, prej World Series by Nissan, je motošportna enosedežna dirkaška serija formul. 
Ustanovljena je bila leta 1998 kot Open Fortuna by Nissan. Takrat je potekala še večinoma v Španiji, gostovala pa je tudi v Franciji, Italiji, Portugalski in Braziliji. Ime serije se je spreminjalo glede na glavnega sponzorja, znana pa je bila tudi kot Formula Nissan. Leta 2005 se je serija združila s serijo Eurocup Formula Renault V6 in se preimenovala v World Series by Renault.

## Prvaki
| Leto | Ime serije                   | Prvak             | Moštvo             |
| ---- | ---------------------------- | ----------------- | ------------------ |
| 1998 | Open Fortuna by Nissan       | Marc Gené         |                    |
| 1999 | Euro Open MoviStar by Nissan | Fernando Alonso   |                    |
| 2000 | Open Telefónica by Nissan    | Antonio García    |                    |
| 2001 | Open Telefónica by Nissan    | Franck Montagny   |                    |
| 2002 | Telefónica World Series      | Ricardo Zonta     | Racing Engineering |
| 2003 | Superfund World Series       | Franck Montagny   | Gabord Competition |
| 2004 | World Series by Nissan       | Heikki Kovalainen | Pons Racing        |
| 2005 | World Series by Renault      | Robert Kubica     | Epsilon Euskadi    |
| 2006 | World Series by Renault      | Alx Danielsson    | Interwetten.com    |
| 2007 | World Series by Renault      | Álvaro Parente    | Tech 1 Racing      |